# Hapalodectidae
Hapalodectidae – wymarła rodzina ssaków z rzędu Mesonychia o względnie małych ciałach (masa od 1 do 8kg). Żył w paleocenie i eocenie na takich terenach, jak Azja czy Ameryka Północna. Różniły się od większych i bardziej znanych mezonychów, miały zęby przystosowane do cięcia, tamte zaś, jak Mesonyx czy Sinonoyx, wyspecjalizowały się w kruszeniu kości. Rodzina ta była uważana za podrodzinę Mesonychidae, ale odkrycie czaszki Hapalodectes hetangensis ukazało kolejne różnice, które usprawiedliwiały wydzielenie nowej rodziny.
Inne oprócz czaszki elementy szkieletu trafiały się rzadko, np. kość ramienna, która została opisana i jej morfologia wykazuje mniejsze specjalizację w kierunku poruszania się po lądzie niż u Mesonychidae.

## Rodzaje
- Hapalodectes
- Hapalorestes
- Metahapalodectes
- Lohoodon
- Honanodon